# Sportjahr 1917
Liste der Sportjahre

◄◄ | ◄ | 1913 | 1914 | 1915 | 1916 | Sportjahr 1917 | 1918 | 1919 | 1920 | 1921 | ► | ►►

Weitere Ereignisse

## Ereignisse

### American Football
- 10. Oktober: Die American-Football-Mannschaft der Toledo Rockets absolviert ihr erstes Spiel. Die Collegemannschaft, die die University of Toledo in Ohio repräsentiert, verliert gegen die Footballmannschaft der University of Detroit mit 0:145.

### Badminton
1917 kommt im Badminton der Spielbetrieb durch den Ersten Weltkrieg nahezu vollständig zum Erliegen.

### Fußball
- 30. September bis 14. Oktober: Uruguay verteidigt im eigenen Land seinen Titel im Campeonato Sudamericano 1917 ohne Punkteverlust und Gegentor.

#### Vereinsgründungen in Deutschland und der Schweiz
- 15. Januar: Der 1. FC Haßfurt in Unterfranken wird gegründet.
- 31. August: Im Schweizer Kanton Wallis erfolgt die Gründung des FC Martigny-Sports.
- Herbst: In Masuren in Ostpreußen wird der deutsche Sportverein Masovia Lyck gegründet.
- Der Schweizer FC Bülach wird gegründet.

#### Vereinsgründungen in Europa
- 2. April: Durch den Zusammenschluss zweier lokaler Vereine wird der norwegische Fußballklub Lillestrøm SK gegründet.
- 26. April: Der dänische Fußballverein Silkeborg IF wird gegründet.
- 1. Mai: In Portugal wird der Fußballverein SC União Torreense gegründet.
- 19. Mai: Unter dem Namen Odd wird der norwegische Fußballklub Rosenborg Trondheim gegründet.
- Der griechische Fußballverein Athinaikos Athen wird gegründet.
- Im spanischen Baskenland wird der FC Barakaldo gegründet.
- In Schweden erfolgt die Gründung des Fußballvereins Domsjö IF.

#### Vereinsgründungen weltweit
- 12. Februar: Der mexikanische Fußballverein Deportivo Toluca wird gegründet.
- 22. April: In der uruguayischen Stadt Colonia del Sacramento wird der Fußballverein Plaza Colonia gegründet.
- 30. April: Der uruguayische Club Atlético Progreso hat nach drei Jahren seinen offiziellen Gründungstermin.

### Handball
- 29. Oktober: Der Berliner Oberturnwart Max Heiser gibt dem von ihm 1915 für Frauen entworfenen „Torballspiel“ feste Regeln und benennt das Spiel in Handball um. Mit dem Spiel will er für Mädchen eine Möglichkeit schaffen, sich auszutoben, da Jungenspiele, wie beispielsweise Fußball, ihm zu körperbetont erscheinen. Dementsprechend ist jede Art von Kampf verboten und das Spiel ohne Körperkontakt.

### Leichtathletik
- 19. April: Den Boston-Marathon 1917 gewinnt der US-Amerikaner William Kennedy.
- Juli/August: Finnische Leichtathletik-Meisterschaften 1917
- 5. August: Deutsche Leichtathletik-Meisterschaften 1917
- 4. September: John Zander, Schweden, läuft die 1500 Meter der Männer in 3:54,7 min.

### Schach
- Der Schwedische Schachbund wird gegründet.

### Schwimmen
- Deutsche Schwimmmeisterschaften 1917

### Wintersport
- 10. bis 18. Februar: In Stockholm wird die fünfte Auflage der Nordischen Spiele durchgeführt.
- 22. bis 26. November: Wegen Unstimmigkeiten in der ostkanadischen National Hockey Association schließen sich die Verantwortlichen der Montréal Canadiens, Montreal Wanderers, Ottawa Senators und Québec Bulldogs zusammen und gründen nach mehreren Sitzungen die National Hockey League. Erster Spieltag der ersten Saison ist der 19. Dezember. Ihr erster Star wird Joe Malone.
- Das Eishockey-Team der Toronto Blueshirts wird aufgelöst, nachdem es wegen Streitigkeiten des Besitzers mit anderen Teams nicht in die NHL aufgenommen worden ist. An Stelle der Blueshirts werden in Toronto die Toronto Arenas gegründet.

## Geboren

### Januar
- 08. Januar: Len Younce, US-amerikanischer American-Football-Spieler († 2000)
- 11. Januar: Cornelius Brown, kanadischer Eishockeyspieler († 1996)
- 14. Januar: Franc Pribošek, jugoslawischer Skispringer († 1981)
- 16. Januar: Hertha Frey-Dexler, Schweizer Eiskunstläuferin († 1999)
- 16. Januar: Ibrahim Shams, ägyptischer Gewichtheber († 2001)
- 18. Januar: Francisco Risiglione, argentinischer Boxer († 1999)
- 24. Januar: Josef Moser, österreichischer Radrennfahrer († 1944)
- 25. Januar: Enrique Sáenz-Valiente, argentinischer Sportschütze und Autorennfahrer († 1956)
- 26. Januar: Edgar Barth, deutscher Automobilrennfahrer († 1965)
- 26. Januar: Margaret Bell, kanadische Leichtathletin († 1996)
- 26. Januar: Louis Zamperini, US-amerikanischer Leichtathlet († 2014)
- 28. Januar: Abdel-Kader Zaaf, algerischer Radrennfahrer († 1986)
- 30. Januar: Paul Frère, belgischer Automobilrennfahrer, Journalist und Autor († 2008)

### Februar
- 01. Februar: Ray Bray, US-amerikanischer American-Football-Spieler († 1993)
- 04. Februar: Vera Robinson, britische Schwimmerin († 1996)
- 08. Februar: Jan Chytrý, tschechoslowakischer Boxer († unbekannt)
- 09. Februar: Nils Nicklén, finnischer Leichtathlet († 1995)
- 10. Februar: Danny Kladis, US-amerikanischer Automobilrennfahrer († 2009)
- 12. Februar: Al Cervi, US-amerikanischer Basketballspieler und -trainer († 2009)
- 16. Februar: Willi Weyer, deutscher Sportfunktionär († 1987)
- 18. Februar: Adrie Zwartepoorte, niederländischer Radrennfahrer († 1991)
- 23. Februar: Herbert Wunsch, österreichischer Tischtennisspieler († 1970)
- 26. Februar: Robert La Caze, französischer Automobilrennfahrer († 2015)

### März
- 01. März: Wolfgang Heimlich, deutscher Schwimmer († unbekannt)
- 03. März: Ray Hicks, britischer Radrennfahrer († 1974)
- 04. März: Werner Lohrer, Schweizer Eishockeyspieler († 1991)
- 06. März: Oswald Karch, deutscher Automobilrennfahrer († 2009)
- 08. März: Rudolf Boden, deutscher Fußballspieler († 1972)
- 16. März: Robert Zurbriggen, Schweizer Skisportler († 1952)
- 19. März: Engelbert Smutny, österreichischer Fußballspieler († 1972)
- 19. März: Rolf Spring, Schweizer Ruderer († 2005)
- 19. März: László Szabó, ungarischer Schachspieler († 1998)
- 28. März: Jack Dunn, britischer Eiskunstläufer († 1938)
- 28. März: Tove Nielsen, dänische Schwimmerin († 2002)

### April
- 06. April: Bianco Bianchi, italienischer Radrennfahrer († 1997)
- 07. April: Albert Sing, deutscher Fußballspieler und -trainer († 2008)
- 12. April: Robert Manzon, französischer Formel-1-Rennfahrer († 2015)
- 12. April: Lee Orr, kanadischer Leichtathlet († 2009)
- 22. April: Erna Steuri, Schweizer Skirennfahrerin († 2001)
- 24. April: Bertel Storskrubb, finnischer Leichtathlet († 1996)
- 25. April: Jean Lucas, französischer Automobilrennfahrer († 2003)
- 30. April: Mervyn Wood, australischer Ruderer († 2006)

### Mai
- 02. Mai: Albertus Casteleyns, belgischer Wasserballspieler und Bobfahrer († 1974)
- 08. Mai: Lassi Parkkinen, finnischer Eisschnellläufer († 1994)
- 10. Mai: Sugiura Shigeo, japanischer Schwimmer († 1988)
- 13. Mai: Barbara Burke, britische Leichtathletin († 1998)
- 16. Mai: Heinz Arendt, deutscher Schwimmer († 2006)
- 18. Mai: Heinz Raack, deutscher Hockeyspieler († 2002)
- 19. Mai: Georges Pootmans, belgischer Eishockeyspieler († 1976)
- 26. Mai: Vittorio Chierroni, italienischer Skirennläufer († 1986)
- 27. Mai: Gregorio Caloggero, peruanischer Radrennfahrer († 1995)
- 30. Mai: Karel Klančnik, jugoslawischer Skispringer († 2009)

### Juni
- 11. Juni: Sture Hållberg, schwedischer Boxer († 1988)
- 14. Juni: Katherine Rawls, US-amerikanische Schwimmerin und Wasserspringerin († 1982)
- 15. Juni: Jean Alexandre, belgischer Radrennfahrer († unbekannt)
- 16. Juni: Rudolf Keller, deutscher Schachspieler († 1993)
- 19. Juni: Käthe Grasegger, deutsche Skirennläuferin († 2001)
- 22. Juni: George Fonder, US-amerikanischer Automobilrennfahrer († 1958)
- 25. Juni: Nils Karlsson, schwedischer Skilangläufer († 2012)
- 27. Juni: Gerard Yantz, US-amerikanischer Handballspieler († 1989)
- 28. Juni: Bert De Cleyn, belgischer Fußballspieler († 1990)

### Juli
- 03. Juli: Donald Douglas, US-amerikanischer Segler († 2004)
- 06. Juli: Arthur Lydiard, neuseeländischer Leichtathletiktrainer († 2004)
- 07. Juli: Yakovos Bilek, deutscher Basketballtrainer († 2005)
- 07. Juli: Jack Kilpatrick, britischer Eishockeyspieler († 1989)
- 10. Juli: Şeref Alemdar, türkischer Basketballspieler († unbekannt)
- 15. Juli: Reidar Liaklev, norwegischer Eisschnellläufer († 2006)
- 16. Juli: Andy Marefos, US-amerikanischer American-Football-Spieler († 1996)
- 23. Juli: Gisela Voß, deutsche Leichtathletin († 2005)
- 26. Juli: Bertil Nordahl, schwedischer Fußballspieler († 1998)
- 28. Juli: Jānis Bebris, lettischer Eishockey- und Fußballspieler († 1969)

### August
- 04. August: John Fitch, US-amerikanischer Automobilrennfahrer († 2012)
- 09. August: Pierre Georget, französischer Radrennfahrer († 1964)
- 15. August: Louis Bourban, Schweizer Skilangläufer († 1999)
- 19. August: Heinz Benthien, deutscher Tischtennisspieler († 1981)
- 21. August: Erkki Savolainen, finnischer Boxer († 1993)
- 23. August: André Waterkeyn, belgischer Hockeyspieler († 2005)

### September
- 06. September: Hilde Sommer, deutsche Leichtathletin
- 07. September: Hamuro Tetsuo, japanischer Schwimmer († 2005)
- 07. September: Arne W. Pedersen, dänischer Radrennfahrer († 1959)
- 11. September: Bernice Lapp, US-amerikanische Schwimmerin († 2010)
- 12. September: Joachim Balke, deutscher Schwimmer († 1944)
- 12. September: Jürgen Seydel, deutscher Karateka († 2008)
- 14. September: Mack Hellings, US-amerikanischer Automobilrennfahrer († 1951)
- 20. September: Red Auerbach, US-amerikanischer Basketballtrainer († 2006)
- 22. September: Harada Masao, japanischer Leichtathlet († 2000)
- 29. September: Pentti Siltaloppi, finnischer Leichtathlet († 2002)

### Oktober
- 01. Oktober: Bert Irwin, kanadischer Skirennläufer († 2006)
- 03. Oktober: Odd Lundberg, norwegischer Eisschnellläufer († 1983)
- 04. Oktober: Luis Carniglia, argentinischer Fußballspieler und -trainer († 2001)
- 08. Oktober: Franz Schädler, liechtensteinischer Skirennläufer († 2004)
- 09. Oktober: Kusuo Kitamura, japanischer Schwimmer († 1996)
- 14. Oktober: Patsy Guzzo, kanadischer Eishockeyspieler († 1993)
- 22. Oktober: John Tolan, US-amerikanischer Automobilrennfahrer († 1986)
- 25. Oktober: Lee MacPhail, US-amerikanischer Baseballfunktionär († 2012)
- 26. Oktober: Karl Kögel, deutscher Eishockeyspieler († 1945)
- 27. Oktober: Nils Täpp, schwedischer Skilangläufer († 2000)
- 28. Oktober: Paul Kraus, deutscher Skispringer († 1942)
- 30. Oktober: Paul Hans Eberhard, Schweizer Bobfahrer und Sportfunktionär († 1983)
- 30. Oktober: Maurice Trintignant, französischer Automobilrennfahrer († 2005)

### November
- 07. November: Ján Arpáš, slowakischer Fußballspieler († 1976)
- 07. November: Elisabeth Koning, niederländische Leichtathletin († 1975)
- 07. November: Dimitri Zaitz, US-amerikanischer Leichtathlet († 1996)
- 17. November: Sam Richardson, kanadischer Leichtathlet († 1989)
- 19. November: Louis Laurie, US-amerikanischer Boxer († 2002)
- 22. November: Fritz Hillebrand, deutscher Motorradrennfahrer († 1957)
- 25. November: Noboru Terada, japanischer Schwimmer († 1986)

### Dezember
- 05. Dezember: Ken Downing, britischer Automobilrennfahrer († 2004)
- 07. Dezember: Ottorino Volonterio, Schweizer Automobilrennfahrer († 2003)
- 19. Dezember: Graham Sharp, britischer Eiskunstläufer († 1995)
- 26. Dezember: Joe Osmanski, US-amerikanischer American-Football-Spieler († 1993)
- 29. Dezember: David Hampshire, britischer Automobilrennfahrer († 1990)

## Gestorben

### Januar
- 02. Januar: Léon Flameng, französischer Radrennfahrer (* 1877)
- 04. Januar: Hermann Martin, französischer Sportschütze (* 1869)
- 10. Januar: Jean Gougoltz, Schweizer Radrennfahrer (* 1875)
- 14. Januar: Johann Grill, deutscher Bergsteiger und Bergführer (* 1835)
- 15. Januar: Ben Warren, englischer Fußballspieler (* 1879)
- 31. Januar: Arthur Beier, deutscher Fußballspieler (FC Phönix Karlsruhe) (* 1880)

### Februar
- 04. Februar: Karl Lindholm, russischer Segler (* 1860)
- 22. Februar: Charles Vigurs, britischer Turner (* 1888)
- 26. Februar: Joseph Jiel-Laval, französischer Radrennfahrer (* 1855)

### März
- 08. März: Kristian Pedersen, dänischer Turner (* 1878)
- 17. März: Carl Wiegand, deutscher Kunstturner (* 1877)
- 19. März: Christian Schmidt, deutscher Fußballspieler (* 1888)
- 29. März: Alister Kirby, britischer Ruderer (* 1886)

### April
- 06. April: Friedrich Karl von Preußen, deutscher Springreiter (* 1893)
- 28. April: Robert Branks Powell, kanadischer Tennisspieler (* 1881)
- 30. April: Gaston Salmon, belgischer Fechter (* 1878)

### Mai
- 15. Mai: Isaac Bentham, britischer Wasserballspieler (* 1886)
- 24. Mai: Les Darcy, australischer Boxer (* 1895)

### Juni
- 02. Juni: Percy Courtman, britischer Schwimmer (* 1888)

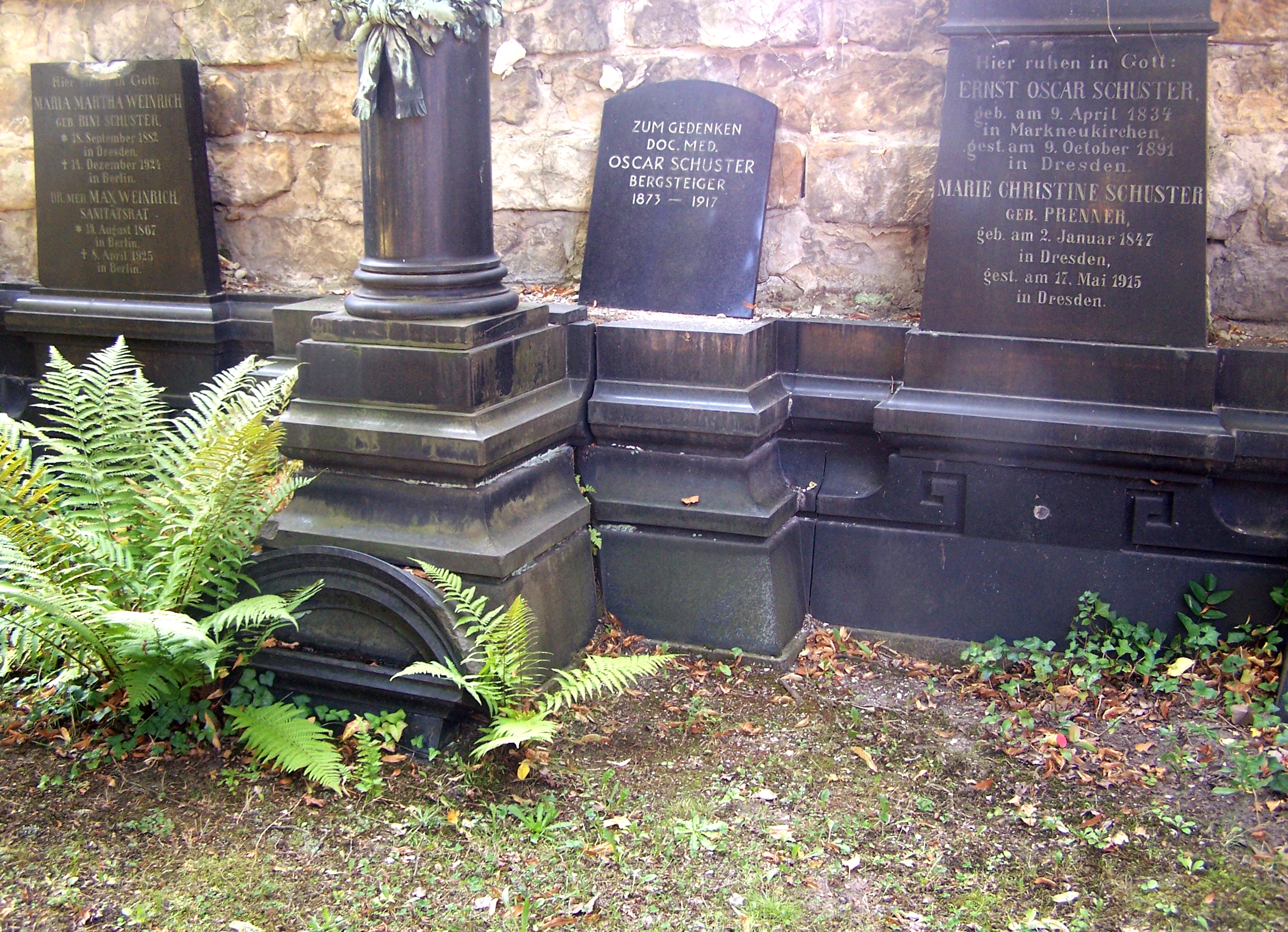
Gedenktafel für Oscar Schuster auf dem Dresdner Trinitatisfriedhof

- 02. Juni: Oscar Schuster, deutscher Mediziner und Alpinist (* 1873)
- 16. Juni: Harold Hawkins, britischer Sportschütze (* 1886)
- 17. Juni: Karl Zilgas, deutscher Fußball-Nationalspieler (* 1882)
- 21. Juni: Edward Skilton, britischer Sportschütze (* 1863)

### Juli
- 03. Juli: Zoltán Speidl, ungarischer Leichtathlet und Fußballschiedsrichter (* 1880)
- 05. Juli: Percival Molson, kanadischer Sportler (* 1880)
- 09. Juli: Erich Lehmann, deutscher Sprinter und Mittelstreckenläufer (* 1890)
- 10. Juli: Viktor Hötter, deutscher Kurzstreckenläufer (* 1894)
- 14. Juli: Ludvig Drescher, dänischer Fußballtorhüter (* 1881)
- 14. Juli: Octave Lapize, französischer Radrennfahrer (* 1887)
- 28. Juli: Waldemar Tietgens, deutscher Ruderer (* 1879)
- 30. Juli: Curt Steuernagel, deutscher Kunstturner (* 1884)

### August
- 05. August: Wilhelm Brülle, deutscher Turner (* 1891)
- 12. August: Pierre Gellé, französischer Schwimmer und Wasserballspieler (* 1878)

### September
- 07. September: Chrétien Waydelich, französischer Krocketspieler (* 1841)
- 09. September: Madge Syers, britische Eiskunstläuferin, erste Weltmeisterin und Olympiasiegerin im Eiskunstlauf der Damen (* 1881)
- 22. September: George Hawkins, britischer Sprinter (* 1883)
- 25. September: Bernhard von Gaza, deutscher Ruderer (* 1881)
- 26. September: Hans von Blixen-Finecke senior, schwedischer Dressurreiter und Jagdflieger (* 1886)

### Oktober
- 04. Oktober: David Gallaher, neuseeländischer Rugby-Union-Spieler, Kapitän der Original All Blacks (* 1873)
- 09. Oktober: Duncan Mackinnon, britischer Ruderer (* 1887)
- 17. Oktober: Alexander Decoteau, kanadischer Langstreckenläufer (* 1887)

### Dezember
- 01. Dezember: George A. Banker, US-amerikanischer Radrennfahrer (* 1874)
- 20. Dezember: Lucien Petit-Breton, französischer Radrennfahrer (* 1882)
- 26. Dezember: Gaston Alibert, französischer Fechter (* 1878)

### Genaues Datum unbekannt
- Frank Odberg, belgischer Ruderer (* 1879)
- Max Vetter, deutscher Ruderer (* 1892)
- Richard Wilhelm, deutscher Geher (* 1888)